# Sans-Vallois
Sans-Vallois là một xã ở tỉnh Vosges, vùng Grand Est, Pháp. Xã này có diện tích 4,43 km² dân số năm 1999 là 105 người. Xã này nằm ở khu vực có độ cao từ 313–395 m trên mực nước biển.

## Biến động dân số
| 1962                                         | 1968 | 1975 | 1982 | 1990 | 1999 |
| -------------------------------------------- | ---- | ---- | ---- | ---- | ---- |
| 61                                           | 71   | 69   | 82   | 98   | 105  |
| Số liệu từ năm 1962: Dân số không tính trùng |      |      |      |      |      |